# Isneauville
Isneauville és un municipi francès situat al departament del Sena Marítim i a la regió de Normandia. L'any 2007 tenia 2.439 habitants.

## Demografia

### Població
El 2007 la població de fet d'Isneauville era de 2.439 persones. Hi havia 854 famílies de les quals 134 eren unipersonals (38 homes vivint sols i 96 dones vivint soles), 292 parelles sense fills, 379 parelles amb fills i 49 famílies monoparentals amb fills.
La població ha evolucionat segons el següent gràfic:
Habitants censats

### Habitatges
El 2007 hi havia 897 habitatges, 876 eren l'habitatge principal de la família, 4 eren segones residències i 17 estaven desocupats. 834 eren cases i 54 eren apartaments. Dels 876 habitatges principals, 759 estaven ocupats pels seus propietaris, 112 estaven llogats i ocupats pels llogaters i 5 estaven cedits a títol gratuït; 25 tenien una cambra, 26 en tenien dues, 44 en tenien tres, 152 en tenien quatre i 628 en tenien cinc o més. 746 habitatges disposaven pel capbaix d'una plaça de pàrquing. A 326 habitatges hi havia un automòbil i a 504 n'hi havia dos o més.

### Piràmide de població
La piràmide de població per edats i sexe el 2009 era:
| Homes | Edats   | Dones |
| ----- | ------- | ----- |
| 4     | 95 o +  | 0     |
| 8     | 90 a 94 | 4     |
| 4     | 85 a 89 | 16    |
| 8     | 80 a 84 | 16    |
| 32    | 75 a 79 | 24    |
| 24    | 70 a 74 | 40    |
| 32    | 65 a 69 | 40    |
| 76    | 60 a 64 | 76    |
| 76    | 55 a 59 | 64    |
| 88    | 50 a 54 | 80    |
| 120   | 45 a 49 | 108   |
| 136   | 40 a 44 | 156   |
| 48    | 35 a 39 | 108   |
| 40    | 30 a 34 | 32    |
| 24    | 25 a 29 | 20    |
| 48    | 20 a 24 | 60    |
| 116   | 15 a 19 | 104   |
| 104   | 10 a 14 | 136   |
| 76    | 5 a 9   | 64    |
| 40    | 0 a 4   | 24    |

## Economia
El 2007 la població en edat de treballar era de 1.663 persones, 1.121 eren actives i 542 eren inactives. De les 1.121 persones actives 1.075 estaven ocupades (580 homes i 495 dones) i 46 estaven aturades (19 homes i 27 dones). De les 542 persones inactives 175 estaven jubilades, 249 estaven estudiant i 118 estaven classificades com a «altres inactius».

### Ingressos
El 2009 a Isneauville hi havia 893 unitats fiscals que integraven 2.438 persones, la mediana anual d'ingressos fiscals per persona era de 26.223 €.

### Activitats econòmiques
Dels 150 establiments que hi havia el 2007, 2 eren d'empreses extractives, 1 d'una empresa alimentària, 2 d'empreses de fabricació de material elèctric, 6 d'empreses de fabricació d'altres productes industrials, 19 d'empreses de construcció, 36 d'empreses de comerç i reparació d'automòbils, 7 d'empreses de transport, 8 d'empreses d'hostatgeria i restauració, 1 d'una empresa d'informació i comunicació, 9 d'empreses financeres, 5 d'empreses immobiliàries, 29 d'empreses de serveis, 20 d'entitats de l'administració pública i 5 d'empreses classificades com a «altres activitats de serveis».
Dels 27 establiments de servei als particulars que hi havia el 2009, 1 era una oficina de correu, 1 autoescola, 3 guixaires pintors, 3 fusteries, 5 lampisteries, 1 electricista, 2 empreses de construcció, 2 perruqueries, 1 veterinari, 4 restaurants, 3 agències immobiliàries i 1 saló de bellesa.
Dels 10 establiments comercials que hi havia el 2009, 1 era un hipermercat, 1 un supermercat, 1 una botiga de menys de 120 m², 1 una peixateria, 2 botigues de roba, 1 una botiga de roba, 1 una botiga d'electrodomèstics i 2 floristeries.
L'any 2000 a Isneauville hi havia 11 explotacions agrícoles que ocupaven un total de 404 hectàrees.

## Equipaments sanitaris i escolars
L'únic equipament sanitari que hi havia el 2009 era una farmàcia.
El 2009 hi havia 1 escola maternal i 1 escola elemental. Isneauville disposava d'un col·legi d'educació secundària amb 561 alumnes.

## Poblacions més properes
El següent diagrama mostra les poblacions més properes.